# 52 Sagittarii
52 Sagittarii, som är stjärnans Flamsteed-beteckning, är en dubbelstjärna, belägen i den östra delen av stjärnbilden Skytten och har även Bayer-beteckningen h2 Sagittarii. Den har en kombinerad skenbar magnitud på 4,59 och är svagt synlig för blotta ögat där ljusföroreningar ej förekommer. Baserat på parallaxmätning inom Hipparcosuppdraget på ca 17,2 mas, beräknas den befinna sig på ett avstånd på ca 190 ljusår (ca 58 parsek) från solen. Den rör sig närmare solen med en heliocentrisk radialhastighet på ca -19 km/s.

## Egenskaper
Primärstjärnan 52 Sagittarii A är en vit till blå stjärna i huvudserien av spektralklass B8/9 V. Garrison och Gray (1994) tilldelade den spektralklass kB8 hB9 HeA0 Va (Sr Fe II), som visar kalcium K-linjen i en B8-stjärna, vätelinjerna i en B9-stjärna och heliumlinjerna av en A0-stjärna, tillsammans med överskott av strontium och järn. Den har en massa som är ca 3 solmassor, en radie som är ca 2,1 solradier och utsänder från dess fotosfär ca 61 gånger mera energi än solen vid en effektiv temperatur av ca 10 600 K. 
52 Sagittarii har en följeslagare, 52 Sagittarii A, med en vinkelseparation av 2,4 bågsekunder från primärstjärnan. Detta objekt är av magnitud 9,2 och har en spektralklass i K2 V-K4 V-området och antas vara källan till röntgenstrålning från konstellationen.